# Vilhelm Buhl
Vilhelm Buhl (16 de Outubro de 1881 - 18 de Dezembro de 1954) foi um político da Dinamarca. Ocupou o cargo de primeiro-ministro da Dinamarca. foi primeiro-ministro da Dinamarca de 4 de maio de 1942 a 9 de novembro de 1942 como chefe do Governo de Unidade (o Gabinete de Vilhelm Buhl I) durante a ocupação alemã da Dinamarca da Segunda Guerra Mundial, até os nazistas ordenaram que ele fosse removido. Ele foi primeiro-ministro novamente de 5 de maio de 1945 a 7 de novembro de 1945 como chefe de um governo de unidade (o Gabinete de Vilhelm Buhl II) após a libertação da Dinamarca pelo marechal de campo britânico Montgomery.

## Carreira
Vilhelm Buhl era membro dos social-democratas. Ele se juntou ao partido enquanto estudante de direito na Universidade de Copenhague. Buhl ocupou o cargo de Ministro das Finanças nos gabinetes de Thorvald Stauning de 20 de julho de 1937 a 4 de maio de 1942.
Durante a ocupação da Dinamarca pela Alemanha nazista, Thorvald Stauning criou um governo de unidade. Quando Thorvald Stauning morreu em maio de 1942, Vilhelm Buhl o sucedeu. Este governo durou apenas seis meses, por causa de um incidente diplomático, a Crise do Telegrama, em que o rei Christiano X enviou uma resposta curta e formal a um longo telegrama de aniversário de Adolf Hitler. Hitler ficou indignado com esse insulto e, como resultado, Vilhelm Buhl foi substituído por Erik Scavenius. Werner Best foi enviado para a Dinamarca como um novo comandante nazista durão.
Após a libertação da Dinamarca em 5 de maio de 1945, os políticos e os combatentes da resistência formaram um governo de unidade (Gabinete de Vilhelm Buhl II). Muitos dinamarqueses estavam insatisfeitos com os políticos por causa de sua política de cooperação com os alemães que dominaram no início da guerra, daí a inclusão dos combatentes da resistência. Membros notáveis do gabinete incluíram Aksel Larsen, Hans Hedtoft, H. C. Hansen, Knud Kristensen e John Christmas Møller. Na política social, o governo presidiu a aprovação da Lei de Obrigação de Habitação de agosto de 1945, introduziu a alocação obrigatória de moradias vagas para garantir que os apartamentos vagos fossem alugados em primeira instância para aqueles com baixa renda, ao mesmo tempo que estabeleceu controles rígidos de aluguel. O governo também presidiu os julgamentos das pessoas que cooperaram com os alemães, resultando na execução de 45 pessoas. Após as eleições de outubro de 1945, Knud Kristensen tornou-se o novo primeiro-ministro.
Sepultado no Cemitério Vestre.